# Axýlou
Axýlou (grec moderne : Αξύλου) est un village chypriote situé dans le district de Paphos et comptant plus de 61 habitants.